# Volby do zastupitelstev obcí v Česku 2014

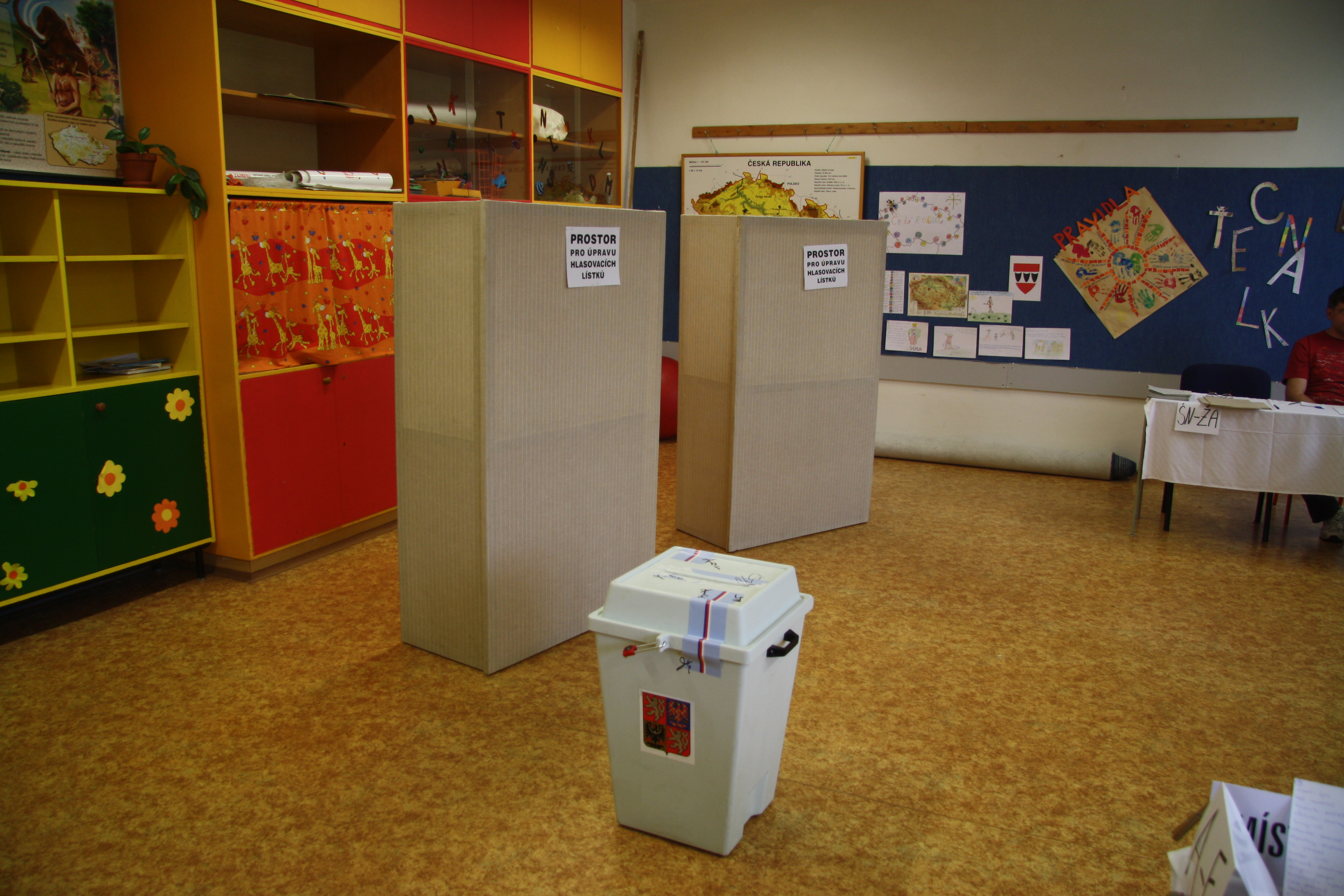
Volební místnost při volbách do místních zastupitelstev v roce 2014 v Třebíči

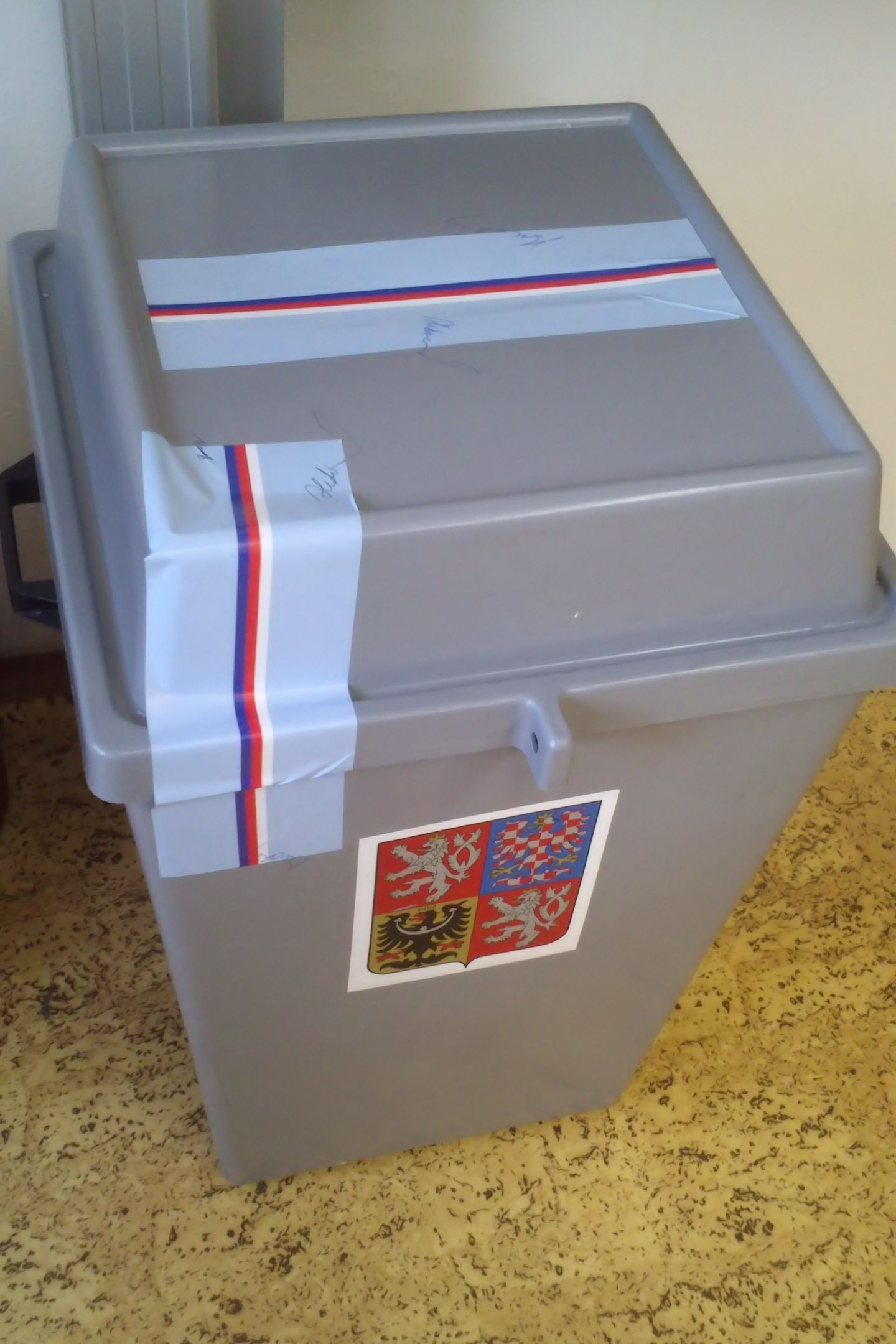
Zapečetěná volební urna při komunálních volbách v říjnu 2014

Volby do zastupitelstev obcí se v Česku uskutečnily ve dnech 10. a 11. října 2014 společně s volbami do třetiny Senátu. Termín voleb oznámil prezident Miloš Zeman 12. června 2014.
V těchto volbách bylo rozděleno více než 62 300 mandátů. Více než 5 000 jich obhajovala ODS, přibližně 4 500 ČSSD, 4 000 KDU-ČSL a více než 3 000 KSČM. Celkem kandidovalo na tato místa více než 234 000 kandidátů, z nichž byla téměř třetina žen. Poprvé mohli volit i občané zemí Evropské unie, jež mají na území obce přechodný pobyt; dříve mohli do zastupitelstev volit pouze občané zemí EU s trvalým pobytem na území obce.

## Situace před volbami
Bylo uvedeno, že sněmovní strany vyhradily na komunální a senátní volby v roce 2014 přibližně 134 milionů Kč, nejvíce dle iDNES.cz vyhradila na komunální volby 35 milionů Kč ČSSD, ANO vyhradilo na volby v roce 2014 25 milionů Kč, TOP 09 16 milionů Kč, KDU-ČSL 3,5 milionu Kč na komunální volby a 4,5 milionu na volby senátní, hnutí Úsvit věnovalo na volby v roce 2014 celkem 7 milionů Kč, ODS uvedla, že centrálně nevyhradila žádnou částku a financování tak ponechala na lokálních sdružení.
Volební účast dosáhla zhruba 44 procent. Podle agentury STEM přitom byla očekávaná volební účast přibližně 60 %, asi 20 % nevědělo jistě, zda k volbám do zastupitelstev půjde, 20 % uvedlo, že se voleb nezúčastní. Uvedeno bylo i to, že mezi staršími voliči bude vyšší volební účast, u osob nad 60 let byla očekávaná volební účast ve výši 68 %, naopak u osob mladších 30 let se očekávala volební účast nižší, tj. 50 %. Agentura STEM vyzpovídala celkem 1024 respondentů a to mezi 3. a 10. zářím, informovanost o volbách byla poměrně vysoká, 89 % respondentů vědělo o tom, že se volby konají.
Změny a větší velikost volebních obvodů přinesly na některých místech problémy, v Olomouci byl magistrát nucen z důvodu velké plochy volebních lístku pořídit více volebních uren a větší plenty. Velikost lístků dosáhla oproti předchozím letům velikosti papíru A1, dříve tomu tak nebylo, neboť se nevolilo v jednom volebním obvodě.
V rámci předvolebního boje a kampaní došlo i k několika skandálům, mimo jiné si kandidát za ODS z Mariánských Lázní a současně ředitel Správy městských sportovišť nechal prezentovat na stránkách příspěvkové organizace prezentovat svůj volební banner. Dalším skandálem, který pronikl do médií byl i zvláštní citát radního za ČSSD z Ústí nad Labem Pavla Dlouhého, který prezentoval lídryni ČSSD a kandidátku na primátorku Ústí nad Labem Marii Čápovou tak, že prohlásil, že je krásná. Později se za tento výrok omluvil. MF DNES také zmínila, že v Bílině se objevily první případy tzv. kupčení s hlasy, objevili se svědkové, kteří přiznali, že jim byla nabídnuta částka ve výši 300 Kč, pokud budou hlasovat za místní sdružení Bílinských sociálních demokratů (uváděná zkratka BSD), již dříve se podobná situace objevila v Krupce na Teplicku, kdy se volby opakovaly v roce 2010 celkem třikrát. Obdobný problém nastal i v Novém Sedle na Sokolovsku, kde se z radnice ztratilo či bylo ukradeno 80 volebních lístků a starosta se obává tzv. kupčení s lístky.
Ve dvanácti obcích v Česku nebyla sestavena žádná kandidátka, volby se zde proto nekonaly.

## Kupčení s hlasy
V několika volebních okrscích se objevilo podezření na tzv. kupčení s hlasy tj. uplácení voličů spojené s nuceným hlasováním ku konkrétnímu subjektu, podezření se objevilo v Bílině (několikanásobně), Teplicích, Kadani, Ústí nad Labem, Lovosicích, Litvínově, Českém Těšíně a na několika dalších místech. Zjišťování tohoto činu většinou prováděli lidé z protikorupčních uskupení jako je například skupina Naši politici, která natočila protiprávní jednání spojené s kupčením v Kadani či Bílině.
Policie prověřuje několik případů tzv. kupčení.

## Souhrnné výsledky voleb pro všechna zastupitelstva
Uvedeny jsou volební subjekty a sdružení, které získaly nejméně půl procenta z celkových hlasů. V případě statutárních měst jsou zahrnuty jak hlasy do zastupitelstev jednotlivých městských částí, tak hlasy do magistrátních zastupitelstev:
| Volební strana                                                | Hlasy      | Hlasy | Zastupitelé | Zastupitelé |
| Volební strana                                                | počet      | v %   | počet       | v %         |
| ------------------------------------------------------------- | ---------- | ----- | ----------- | ----------- |
| ANO 2011                                                      | 14 458 998 | 14,59 | 01 600      | 02,58       |
| Česká strana sociálně demokratická                            | 12 535 655 | 12,65 | 03 773      | 06,07       |
| Sdružení nezávislých kandidátů – místní sdružení celkem       | 11 564 737 | 11,67 | 32 779      | 52,77       |
| Občanská demokratická strana                                  | 08 930 650 | 09,01 | 02 214      | 03,56       |
| TOP 09                                                        | 08 324 195 | 08,40 | 0 726       | 01,17       |
| Komunistická strana Čech a Moravy                             | 07 730 503 | 07,80 | 02 510      | 04,04       |
| Křesťanská a demokratická unie – Československá strana lidová | 04 865 956 | 04,91 | 03 792      | 06,10       |
| Koalice KDU-ČSL + SZ + STAN                                   | 02 380 136 | 02,40 | 0 19        | 00,03       |
| Strana svobodných občanů                                      | 01 821 767 | 01,84 | 0 68        | 00,11       |
| Sdružení STAN + nezávislí kandidáti                           | 01 692 749 | 01,71 | 01 749      | 02,82       |
| Česká pirátská strana                                         | 01 321 908 | 01,33 | 0 21        | 00,03       |
| Starostové a nezávislí                                        | 01 206 278 | 01,22 | 01 324      | 02,13       |
| Strana zelených                                               | 01 150 406 | 01,16 | 0 114       | 00,18       |
| Ostravak                                                      | 0 797 271  | 00,80 | 0 55        | 00,09       |
| Pro Prahu                                                     | 0 766 962  | 00,77 | 0 55        | 00,09       |
| NEZÁVISLÍ                                                     | 0 706 206  | 00,71 | 0 228       | 00,37       |
| Sdružení Žít Brno + nezávislí kandidáti                       | 0 700 919  | 00,71 | 0 7         | 00,01       |
| Nezávislí kandidáti                                           | 0 692 294  | 00,70 | 06 333      | 10,19       |
| Úsvit přímé demokracie                                        | 0 647 837  | 00,65 | 0 54        | 00,09       |
| Sdružení SZ + nezávislí kandidáti                             | 0 564 395  | 00,57 | 0 166       | 00,27       |
| Sdružení TOP 09 + nezávislí kandidáti                         | 0 565 609  | 00,57 | 0 316       | 00,51       |
| Sdružení KDU-ČSL + nezávislí kandidáti                        | 0 551 593  | 00,56 | 0 324       | 00,52       |
| Sdružení SNK ED + SD-SN + nezávislí kandidáti                 | 0 542 289  | 00,55 | 0           | 00,00       |
| Ostatní celkem                                                | 14 587 488 | 14,72 | 03 894      | 6,27        |
| Celkem                                                        | 99 106 801 | —     | 62 121      | —           |

## Volby do Zastupitelstva hl. m. Prahy
Podle zákona o volbách do zastupitelstev obcí bylo voleno i Zastupitelstvo hlavního města Prahy, mající kompetence kraje. Při volbě do tohoto zastupitelstva byla Praha pouze jedním volebním obvodem. Stalo se tak znovu po osmi letech, neboť v roce 2010 byla Praha rozdělena do 7 volebních obvodů. Toto dělení mělo podle kritiků zabránit malým stranám, aby se do zastupitelstva dostaly.

## Výsledky v krajských městech
Údaje se týkají voleb do zastupitelstev statutárních měst (nikoli jejich částí). Jmenovitě jsou uvedeny volební subjekty a sdružení, které získaly nejméně 3 % z celkových hlasů.

### Brno
| Volební strana                                                | Hlasy     | Hlasy | Mandáty | Mandáty | Mandáty |
| Volební strana                                                | počet     | v %   | 2014    | 2010    | bilance |
| ------------------------------------------------------------- | --------- | ----- | ------- | ------- | ------- |
| ANO 2011                                                      | 1 175 204 | 19,93 | 13      | —       | ▲ +13   |
| Česká strana sociálně demokratická                            | 1 042 210 | 17,67 | 11      | 19      | ▼ -08   |
| Žít Brno s podporou Pirátů                                    | 0 700 919 | 11,89 | 07      | —       | ▲ +07   |
| Křesťanská a demokratická unie – Československá strana lidová | 0 697 671 | 11,83 | 07      | 06      | ▲ +01   |
| Občanská demokratická strana                                  | 0 449 330 | 07,62 | 05      | 14      | ▼ -09   |
| Strana zelených                                               | 0 435 168 | 07,38 | 04      | 03      | ▲ +01   |
| Komunistická strana Čech a Moravy                             | 0 396 657 | 06,73 | 04      | 04      | ▬ 000   |
| TOP 09                                                        | 0 387 462 | 06,57 | 04      | 09      | ▼ -05   |
| A co Brno?                                                    | 0 212 134 | 03,6  | 0       | —       | —       |
| Ostatní celkem (8 subjektů)                                   | 0 399 978 | 06,78 | 0       | 0       | —       |
| Celkem                                                        | 5 896 733 | —     | 55      | 55      | —       |

### České Budějovice
| Volební strana                                                | Hlasy     | Hlasy | Mandáty | Mandáty | Mandáty |
| Volební strana                                                | počet     | v %   | 2014    | 2010    | bilance |
| ------------------------------------------------------------- | --------- | ----- | ------- | ------- | ------- |
| ANO 2011                                                      | 215 553   | 20,65 | 12      | —       | ▲ +12   |
| Česká strana sociálně demokratická                            | 159 209   | 15,25 | 09      | 10      | ▼ -01   |
| Občané pro Budějovice                                         | 147 980   | 14,18 | 08      | 15      | ▼ -07   |
| Komunistická strana Čech a Moravy                             | 107 661   | 10,31 | 06      | 06      | ▬ 000   |
| TOP 09                                                        | 068 936   | 06,60 | 04      | 06      | ▼ -02   |
| Křesťanská a demokratická unie – Československá strana lidová | 057 731   | 05,53 | 03      | 0       | ▲ +03   |
| Občanská demokratická strana                                  | 056 503   | 05,41 | 03      | 08      | ▼ -05   |
| Společně pro České Budějovice                                 | 041 376   | 03,96 | 0       | —       | —       |
| Politické hnutí Jihočeši 2012 a SPORT                         | 037 484   | 03,59 | 0       | —       | —       |
| Strana svobodných občanů                                      | 035 009   | 03,35 | 0       | —       | —       |
| DOMA v Budějcích                                              | 031 528   | 03,02 | 0       | —       | —       |
| Ostatní celkem (6 subjektů)                                   | 084 785   | 08,11 | 0       | 0       | —       |
| Celkem                                                        | 1 043 755 | —     | 45      | 45      | —       |

### Hradec Králové
| Volební strana                               | Hlasy    | Hlasy | Mandáty | Mandáty | Mandáty |
| Volební strana                               | počet    | v %   | 2014    | 2010    | bilance |
| -------------------------------------------- | -------- | ----- | ------- | ------- | ------- |
| Hradecký demokratický klub                   | 252 133  | 25,56 | 12      | —       | ▲ +12   |
| ANO 2011                                     | 139 854  | 14,18 | 6       | —       | ▲ +06   |
| Česká strana sociálně demokratická           | 116 406  | 11,80 | 05      | 08      | ▼ -03   |
| Komunistická strana Čech a Moravy            | 098 810  | 10,02 | 04      | 05      | ▼ -01   |
| TOP 09                                       | 065 993  | 06,69 | 03      | 04      | ▼ -01   |
| Občanská demokratická strana                 | 062 612  | 06,35 | 03      | 06      | ▼ -03   |
| Koalice pro Hradec (KDU-ČSL + nestraníci)    | 060 854  | 06,17 | 02      | —       | ▲ +02   |
| Změna pro Hradec a Strana zelených, s Piráty | 055 975  | 05,67 | 02      | —       | ▲ +02   |
| STAN HK – Naše město, naše věc               | 031 992  | 03,24 | 0       | —       | —       |
| Ostatní celkem (6 subjektů)                  | 0101 766 | 10,32 | 0       | 10      | —       |
| Celkem                                       | 986 395  | —     | 37      | 37      | —       |

1. ↑  KDU-ČSL kandidovala ve volbách 2010 v koalici s SNK ED a tato koalice získala 2 mandáty, tentokrát však uzavřela volební koalici s nestraníky.
2. ↑  Změna pro Hradec měla z voleb v roce 2010 celkem 3 mandáty, avšak jako samostatná volební strana, bez Strany zelených a Pirátů.
3. ↑  Kromě výše zmíněných 5 mandátů mělo z voleb v roce 2010 dalších 5 mandátů Sdružení Alternativa + nezávislí kandidáti.

### Jihlava
| Volební strana                                                | Hlasy   | Hlasy | Mandáty | Mandáty | Mandáty |
| Volební strana                                                | počet   | v %   | 2014    | 2010    | bilance |
| ------------------------------------------------------------- | ------- | ----- | ------- | ------- | ------- |
| ANO 2011                                                      | 086 850 | 18,30 | 08      | —       | ▲ +8    |
| Česká strana sociálně demokratická                            | 078 542 | 16,55 | 08      | 11      | ▼ −3    |
| Komunistická strana Čech a Moravy                             | 061 196 | 12,89 | 06      | 07      | ▼ −1    |
| Občanská demokratická strana                                  | 052 308 | 11,02 | 05      | 10      | ▼ −5    |
| Křesťanská a demokratická unie – Československá strana lidová | 046 730 | 09,85 | 04      | 02      | ▲ +2    |
| Forum Jihlava                                                 | 044 939 | 09,47 | 04      | —       | ▲ +4    |
| TOP 09                                                        | 027 520 | 05,8  | 02      | 04      | ▼ −2    |
| Zelení a Piráti Jihlava                                       | 023 284 | 04,91 | 0       | —       | —       |
| Společně pro Jihlavu                                          | 022 685 | 04,78 | 0       | —       | —       |
| Ostatní celkem (3 subjekty)                                   | 030 566 | 06,45 | 0       | 03      | —       |
| Celkem                                                        | 474 620 | —     | 37      | 37      | —       |

1. ↑  Tři mandáty získala ve volbách roku 2010 koalice nazvaná „Krásná Jihlava NOJ-JA-Svobodní“. Strana svobodných občanů tentokrát kandidovala samostatně a nezískala žádný mandát.

### Karlovy Vary
| Volební strana                     | Hlasy   | Hlasy | Mandáty | Mandáty | Mandáty |
| Volební strana                     | počet   | v %   | 2014    | 2010    | bilance |
| ---------------------------------- | ------- | ----- | ------- | ------- | ------- |
| Karlovarská občanská alternativa   | 087 261 | 21,31 | 09      | 08      | ▲ +1    |
| ANO 2011                           | 063 004 | 15,39 | 06      | —       | ▲ +6    |
| Karlovaráci                        | 048 598 | 11,87 | 05      | —       | ▲ +5    |
| Česká strana sociálně demokratická | 047 140 | 11,51 | 05      | 07      | ▼ −2    |
| Komunistická strana Čech a Moravy  | 036 960 | 09,03 | 03      | 04      | ▼ −1    |
| OCJJ, KDU-ČSL, Piráti, SZ          | 030 366 | 07,42 | 03      | —       | ▲ +3    |
| Občanská demokratická strana       | 026 476 | 06,47 | 02      | 07      | ▼ −5    |
| Alternativa                        | 024 185 | 05,91 | 02      | —       | ▲ +2    |
| TOP 09                             | 018 981 | 04,64 | 0       | 04      | ▼ −4    |
| Starostové a nezávislí             | 013 620 | 03,33 | 0       | —       | —       |
| Ostatní celkem (2 subjekty)        | 012 840 | 03,14 | 0       | 0       | —       |
| Celkem                             | 409 431 | —     | 35      | 35      | —       |

1. ↑  Hnutí O co jim jde?! mělo z voleb v roce 2010 celkem 3 mandáty, avšak jako samostatná volební strana, bez ostatních koaličních subjektů. KDU-ČSL ani SZ kandidovaly v roce 2010 samostatně bez zisku mandátu a Piráti nekandidovali vůbec.
2. ↑  Alternativa měla z voleb roku 2010 celkem 5 mandátů, tehdy ovšem kandidovala ve sdružení s nezávislými kandidáty.

### Liberec
| Volební strana                     | Hlasy     | Hlasy | Mandáty | Mandáty | Mandáty |
| Volební strana                     | počet     | v %   | 2014    | 2010    | bilance |
| ---------------------------------- | --------- | ----- | ------- | ------- | ------- |
| Změna pro Liberec                  | 0 265 450 | 25,46 | 12      | 09      | ▲ +3    |
| ANO 2011                           | 0 188 225 | 18,05 | 9       | —       | ▲ +9    |
| Starostové pro Liberecký kraj      | 0 172 933 | 16,59 | 8       | —       | ▲ +8    |
| Česká strana sociálně demokratická | 0 102 429 | 09,82 | 04      | 07      | ▼ −3    |
| Komunistická strana Čech a Moravy  | 0 58 283  | 05,59 | 02      | 03      | ▼ −1    |
| TOP 09                             | 0 56 952  | 05,46 | 02      | 0       | ▲ +2    |
| Občanská demokratická strana       | 0 52 598  | 05,04 | 02      | 08      | ▼ −6    |
| Pro sport a zdraví                 | 034 841   | 03,34 | 0       | —       | —       |
| Ostatní celkem (7 subjektů)        | 0 110 964 | 10,64 | 0       | 12      | —       |
| Celkem                             | 1 042 675 | —     | 39      | 39      | —       |

1. ↑  Ve volbách roku 2010 získaly mandáty volební strany Liberec občanům (6), Věci veřejné (3) a Unie pro sport a zdraví (3). Posledně jmenovaná je jiným politickým subjektem než hnutí Pro sport a zdraví, ačkoli s ním ve volbách 2014 spolupracovala.'"`UNIQ--ref-0000006C-QINU`"'

### Olomouc
| Volební strana                                                | Hlasy     | Hlasy | Mandáty | Mandáty | Mandáty |
| Volební strana                                                | počet     | v %   | 2014    | 2010    | bilance |
| ------------------------------------------------------------- | --------- | ----- | ------- | ------- | ------- |
| ANO 2011                                                      | 0 249 270 | 23,41 | 12      | —       | ▲ +12   |
| Česká strana sociálně demokratická                            | 0 198 961 | 18,69 | 10      | 17      | ▼ -07   |
| Občanská demokratická strana                                  | 0 117 633 | 11,05 | 05      | 14      | ▼ -09   |
| Křesťanská a demokratická unie – Československá strana lidová | 0 105 765 | 09,93 | 05      | 03      | ▲ +02   |
| TOP 09                                                        | 0 98 483  | 09,25 | 04      | 06      | ▼ -02   |
| Komunistická strana Čech a Moravy                             | 0 94 429  | 08,87 | 04      | 05      | ▼ -01   |
| Občané pro Olomouc (SZ + Piráti + nezávislí)                  | 0 77 950  | 07,32 | 03      | —       | ▲ +03   |
| ProOlomouc                                                    | 0 48 545  | 04,56 | 02      | —       | ▲ +02   |
| Ostatní celkem (6 subjektů)                                   | 0 73 776  | 06,92 | 0       | 0       | —       |
| Celkem                                                        | 1 064 812 | —     | 45      | 45      | —       |

### Ostrava
| Volební strana                                                | Hlasy     | Hlasy | Mandáty | Mandáty | Mandáty |
| Volební strana                                                | počet     | v %   | 2014    | 2010    | bilance |
| ------------------------------------------------------------- | --------- | ----- | ------- | ------- | ------- |
| ANO 2011                                                      | 0 740 392 | 21,34 | 15      | —       | ▲ +15   |
| Česká strana sociálně demokratická                            | 0 562 612 | 16,22 | 12      | 21      | ▼ -09   |
| Ostravak                                                      | 0 477 259 | 13,76 | 10      | 10      | ▬ 000   |
| Komunistická strana Čech a Moravy                             | 0 465 762 | 13,43 | 10      | 08      | ▲ +02   |
| Křesťanská a demokratická unie – Československá strana lidová | 0 214 496 | 06,18 | 04      | 0       | ▲ +04   |
| Občanská demokratická strana                                  | 0 200 545 | 05,78 | 04      | 12      | ▼ -08   |
| Ostravské fórum                                               | 0 171 858 | 04,95 | 0       | —       | —       |
| Nezávislí                                                     | 0 130 790 | 03,77 | 0       | 0       | ▬ 000   |
| Jsme Ostrava – koalice SZ a Pirátů                            | 0 105 374 | 03,04 | 0       | —       | ▲ +02   |
| Ostatní celkem (9 subjektů)                                   | 0 399 732 | 11,52 | 0       | 04      | —       |
| Celkem                                                        | 3 468 820 | —     | 55      | 55      | —       |

1. ↑  Ve volbách roku 2010 získala 4 mandáty TOP 09, která tentokrát s 2,77 % hlasů nedosáhla na žádný mandát.

### Pardubice
| Volební strana                                          | Hlasy   | Hlasy | Mandáty | Mandáty | Mandáty |
| Volební strana                                          | počet   | v %   | 2014    | 2010    | bilance |
| ------------------------------------------------------- | ------- | ----- | ------- | ------- | ------- |
| ANO 2011                                                | 184 920 | 21,44 | 11      | —       | ▲ +11   |
| Česká strana sociálně demokratická                      | 105 143 | 12,19 | 06      | 11      | ▼ -05   |
| Sdružení pro Pardubice – SNK ED + nezávislí kandidáti   | 081 286 | 09,42 | 04      | 09      | ▼ -05   |
| Občanská demokratická strana                            | 075 203 | 08,72 | 04      | 07      | ▼ -03   |
| Komunistická strana Čech a Moravy                       | 074 930 | 08,69 | 04      | 04      | ▬ 000   |
| Pardubáci – Sdružení ČSR + nezávislí kandidáti          | 062 026 | 07,19 | 03      | 05      | ▼ -02   |
| TOP 09 a nezávislí                                      | 053 196 | 06,17 | 03      | 03      | ▬ 000   |
| Patrioti Pardubic, Patrioti + nezávislí kandidáti       | 045 813 | 05,31 | 02      | —       | ▲ +02   |
| Koalice pro Pardubice – KDU-ČSL a Nestraníci            | 043 689 | 05,07 | 02      | —       | ▲ +02   |
| Strana svobodných občanů                                | 030 378 | 03,52 | 0       | —       | —       |
| Pardubice pro lidi a Strana soukromníků České republiky | 027 648 | 03,21 | 0       | —       | —       |
| Ostatní celkem (6 subjektů)                             | 078 241 | 09,08 | 0       | 0       | —       |
| Celkem                                                  | 862 473 | —     | 39      | 39      | —       |

### Plzeň
| Volební strana                                                | Hlasy     | Hlasy | Mandáty | Mandáty | Mandáty |
| Volební strana                                                | počet     | v %   | 2014    | 2010    | bilance |
| ------------------------------------------------------------- | --------- | ----- | ------- | ------- | ------- |
| ANO 2011                                                      | 0 329 815 | 17,90 | 10      | —       | ▲ +10   |
| Občanská demokratická strana                                  | 0 323 390 | 17,55 | 10      | 14      | ▼ -04   |
| Česká strana sociálně demokratická                            | 0 303 042 | 16,45 | 10      | 14      | ▼ -04   |
| TOP 09                                                        | 0 166 696 | 09,05 | 05      | 07      | ▼ -02   |
| Komunistická strana Čech a Moravy                             | 0 152 903 | 08,30 | 05      | 05      | ▬ 000   |
| Občané patrioti                                               | 0 134 761 | 07,31 | 04      | —       | ▲ +04   |
| Křesťanská a demokratická unie – Československá strana lidová | 0 104 535 | 05,67 | 03      | 0       | ▲ +03   |
| Společně za Plzeň                                             | 0 88 100  | 04,78 | 0       | —       | —       |
| Ostatní celkem (9 subjektů)                                   | 0 239 372 | 12,99 | 0       | 07      | —       |
| Celkem                                                        | 1 842 614 | —     | 47      | 47      | —       |

1. ↑  Ve volbách roku 2010 získala 5 mandátů strana Občané.cz a další 2 mandáty Pravá volba pro Plzeň. Zatímco první jmenovaná ve volbách 2014 v Plzni nekandidovala,'"`UNIQ--ref-0000008E-QINU`"' druhá se voleb zúčastnila, ale s 2,74 % hlasů nedosáhla na žádný mandát.

### Ústí nad Labem
| Volební strana                     | Hlasy   | Hlasy | Mandáty | Mandáty | Mandáty |
| Volební strana                     | počet   | v %   | 2014    | 2010    | bilance |
| ---------------------------------- | ------- | ----- | ------- | ------- | ------- |
| ANO 2011                           | 200 343 | 26,09 | 12      | —       | ▲ +12   |
| PRO! Ústí                          | 133 635 | 14,40 | 08      | —       | ▲ +08   |
| Česká strana sociálně demokratická | 090 127 | 11,74 | 05      | 11      | ▼ -06   |
| Komunistická strana Čech a Moravy  | 084 343 | 10,98 | 05      | 05      | ▬ 000   |
| Občanská demokratická strana       | 050 245 | 06,54 | 03      | 09      | ▼ -06   |
| Ústecké fórum občanů               | 048 232 | 06,28 | 02      | —       | ▲ +02   |
| TOP 09                             | 044 022 | 05,73 | 02      | 05      | ▼ -03   |
| Pro sport a zdraví                 | 032 108 | 04,18 | 0       | —       | —       |
| Čisté Ústí                         | 029 358 | 03,82 | 0       | —       | —       |
| Ostatní celkem (5 subjektů)        | 055 541 | 07,24 | 0       | 07      | —       |
| Celkem                             | 767 954 | —     | 37      | 37      | —       |

1. ↑  Ve volbách roku 2010 získala 5 mandátů Strana Zdraví Sportu Prosperity a další 2 mandáty Severočeši.cz. Ani jedna se voleb roku 2014 v Ústí nad Labem nezúčastnila.

### Zlín
| Volební strana                                                       | Hlasy     | Hlasy | Mandáty | Mandáty | Mandáty |
| Volební strana                                                       | počet     | v %   | 2014    | 2010    | bilance |
| -------------------------------------------------------------------- | --------- | ----- | ------- | ------- | ------- |
| Starostové a nezávislí                                               | 278 061   | 31,6  | 18      | —       | ▲ +18   |
| ANO 2011                                                             | 128 653   | 14,62 | 08      | —       | ▲ +08   |
| Česká strana sociálně demokratická                                   | 102 033   | 11,59 | 06      | 07      | ▼ -01   |
| KDU-ČSL a Z21 – společně pro Zlín                                    | 0 101 331 | 11,51 | 06      | —       | ▲ +06   |
| Komunistická strana Čech a Moravy                                    | 056 236   | 06,39 | 03      | 03      | ▬ 000   |
| Občanská demokratická strana                                         | 042 003   | 04,77 | 0       | 06      | ▼ -06   |
| Nezávislí Zelení Piráti pro Zlín – SZ + Piráti + nezávislí kandidáti | 032 730   | 03,72 | 0       | —       | —       |
| TOP 09                                                               | 028 291   | 03,21 | 0       | —       | —       |
| Úsvit přímé demokracie                                               | 026 738   | 03,04 | 0       | —       | —       |
| Ostatní celkem (5 subjektů)                                          | 083 964   | 09,53 | 0       | 22      | —       |
| Celkem                                                               | 880 040   | —     | 41      | 41      | —       |

1. 1 2  Ve volbách roku 2010 kandidovali Starostové a nezávislí a TOP 09 společně a tato koalice získala 11 mandátů. Voleb roku 2014 se však oba subjekty zúčastnily samostatně.
2. ↑  KDU-ČSL získala ve volbách roku 2010 celkem 3 mandáty, kandidovala však samostatně.
3. ↑  Kromě výše zmíněné koalice TOP 09 a STAN získalo ve volbách roku 2010 dalších 7 mandátů hnutí za Morální Očistu Radnice, 2 mandáty Věci veřejné a 2 Zlínské hnutí nezávislých. Žádný z těchto tří subjektů se voleb roku 2014 ve Zlíně neúčastnil.'"`UNIQ--ref-000000A1-QINU`"'

## Referenda
Spolu s termínem voleb byla v několika obcích vyhlášena místní referenda, z nichž mělo být největším referendum o poloze hlavního nádraží v Brně. K tomuto brněnskému však nakonec chyběl potřebný počet podpisů, neboť magistrát některé z nich neuznal. V obdobném sporu v Ústí nad Labem rozhodl tamní krajský soudu ve prospěch jeho organizátorů a sám také referendum vyhlásil. Brněnský krajský soud sice nakonec rozhodl o dostatečnosti počtu podpisů ve druhém, doplněném návrhu referenda, ale toto rozhodnutí padlo až několik dní volbách a soud také odmítl referendum sám vyhlásit, proto jej nakonec vyhlásilo až nově zvolené městské zastupitelstvo, a to na svém prvním zasedání na 7. a 8. října 2016, tedy za dva roky.
Místní referenda jsou vyhlašována v souladu se zákonem o místním referendu, kdy volit v místním referendu může ta osoba, která může volit do místního zastupitelstva. Dle zákona se místní referendum smí konat ve stejný čas jako volby do místního zastupitelstva. Místní referendum se smí konat v případě, že se o jeho vyhlášení usnese zastupitelstvo obce či statutárního města nebo v tom případě, že přípravný výbor podá k rukám zastupitelstva návrh místního referenda a to posléze rozhodne o jeho vyhlášení. Návrh může být podán v případě, že jej podpisem podpořila část obyvatel daná zákonem.
Vyhlášení referenda, jeho výsledek a provedení přijatého rozhodnutí je starosta obce povinen oznámit Ministerstvu vnitra. Ministerstvo vnitra tak eviduje vyhlášená referenda, nicméně dle mluvčí Ministerstva vnitra ČR seznam referend v rukách ministerstva nemusí být úplný, neboť se stává, že referendum ministerstvu není nahlášeno.

### Seznam vyhlášených referend
Neúplný seznam referend vyhlášených v době voleb do místních zastupitelstev ve dnech 10. a 11. října 2014.
- Blansko - Má město odstranit stavbu hotelu Dukla na náměstí Republiky?
- Bystřice nad Pernštejnem - Chcete tu závod na výrobu jaderného paliva, likvidaci radioaktivních odpadů a slévárnu uranových slitin? – referendum je platné[46]
- Černá Hora - Má Černá Hora vystoupit ze Svazku vodovodů a kanalizací, měst a obcí?
- Chotilsko - Má obec zabránit činnostem, které směřují k těžbě zlata na území obce?
- Jenišov – Souhlasíte s těžbou kaolinu? – referendum je platné[46]
- Lovosice[47] – Souhlasíte s tím, aby město Lovosice zakázalo provozování loterií a sázkových her uvedených v § 2 písm. e), g), i), j), l), m) a n) a § 50 odst. 3 zákona o loteriích a jiných podobných hrách, tj. zejména výherních hracích přístrojů a interaktivních videoloterijních terminálů, lokálních i centrálních loterijních systémů a jiných obdobných přístrojů na celém svém území, a to s právní účinností nejpozději do 31. 12. 2015?
- Mikulov - Má se objekt bývalé hasičské zbrojnice využít jako tržnice?
- Náchod - Má město v areálu bývalé Tepny odkoupit všechny pozemky?
- Pasohlávky – dvě otázky místního referenda
  - Má se v neděli a během státních svátků omezit rušivá činnost, jako je sekání trávy, řezání dřeva a podobně?
  - Má město omezit sázkové hry a provozování loterií?
- Praha 3 - Má být lokalita Parukářka využívána jako parky, zahrady, sady, zeleň, pobytové louky, dětská hřiště, skautské základny a tak dále?
- Praha 8 – Má město omezit sázkové hry a provozování loterií?
- Praha 10[48]
  - Souhlasíte s pokračováním privatizace bytů svěřených městské části Praha 10 oprávněnými nájemci bytů?
  - Souhlasíte s řešením problematiky bezpečnosti dětí v základních a mateřských školách a bezpečnosti ochrany majetku občanů ve veřejném prostoru městské části Praha 10 formou kamerového systému napojeného na pult centrální ochrany městské části Praha 10 včetně propojení na Policii České republiky a Městskou policii hl. m. Prahy?
  - Souhlasíte, aby městská část Praha 10 i nadále z vlastního rozpočtu nad rámec svých zákonných povinností poskytovala hl. m. Praze a TSK Praha finanční prostředky na financování oprav a údržby veřejných komunikací ve vlastnictví hl. m. Prahy?
  - Souhlasíte, aby městská část Praha 10 vybudovala parkovací dům na Francouzské ulici a dotovala jeho budoucí provoz tak, aby parkování v něm bylo dostupné všem občanům městské části Praha 10?
  - Souhlasíte, aby městská část Praha 10 vybudovala parkovací dům na Vršovické ulici a dotovala jeho budoucí provoz tak, aby parkování v něm bylo dostupné všem občanům městské části Praha 10, a iniciovala odpovídající změnu územního plánu hl. m. Prahy?
- Praha-Klánovice[49] – Souhlasíte s připojením klánovických komunikací na nově vznikající urbanistické celky na katastrálním území Horních Počernic sousedících s Klánovicemi? – referendum je platné[46]
- Štětí[50] – Souhlasíte s tím, aby město Štětí zakázalo provozování loterií a sázkových her uvedených v §2 písm. e), g), i), j), l), m) a n) § 50, odst. 3, zák. o loteriích a jiných podobných hrách, tj., zejména výherních hracích přístrojů a interaktivních videoloterijních terminálů, lokálních i centrálních loterijních systémů a jiných obdobných přístrojů na celém svém území, a to s právní účinností nejpozději do 31.12.2015?
- Ústí nad Labem – Má město omezit sázkové hry a provozování loterií?[51]
- Ústí nad Orlicí – Má město omezit sázkové hry a provozování loterií?
- Vranov[52] – referenda jsou platná[46]
  - Souhlasíte s tím, aby obec Vranov v samostatné působnosti prosazovala všemi zákonnými prostředky pouze takový rozvoj území obce, který nepovede k navýšení počtu obce nad celkový počet 1000 obyvatel ?
  - Souhlasíte s tím, aby obec Vranov podnikla bezodkladně všechny kroky v samostatné působnosti, včetně rozhodování o podobě územního plánu obce, k tomu, aby nemohlo dojít k zastavění lokality Nad rybníkem (parc. č. 33, 301, 315/2, 316/1, 316/5, vše k.ú. Vranov u Brna) a Nad motokrosem II (parc. č. 263/3, 263/5, 263/6, 263/7, 263/9, 263/11, 263/12, 263/13, 161/4, 416/1, vše k.ú. Vranov u Brna)?